# 워베스군

서포모제주 지도에 표시된 워베스군의 위치

워베스군(폴란드어: powiat łobeski)은 폴란드 서포모제주에 위치한 군으로 군청 소재지는 워베스이며 면적은 1,065.13km2, 인구는 37,931명(2014년 기준)이다.
북쪽으로는 그리피체군, 코워브제크군, 동쪽으로는 시비드빈군, 남동쪽으로는 드라프스코군, 남서쪽으로는 스타르가르트군, 서쪽으로는 골레니우프군과 접한다. 5개 지방 자치체(4개 도시형 농촌, 1개 농촌)를 관할한다.

군기
군 문장